# Stikkaåsen
Stikkaåsen este o localitate din comuna Sarpsborg, provincia Østfold, Norvegia, cu o suprafață de 0,14 km² și o populație de 241 locuitori (2013).